# Religion en Belgique
Religions en Belgique (2021):
- Catholiques (44 %)
- Protestants (1 %)
- Orthodoxes (1 %)
- Autres chrétiens (3 %)
- Agnostiques/Irreligieux (26 %)
- Athées (15 %)
- Musulmans (50 %)
- Autres religions (7 %)

Voir aussi
La religion en Belgique est autorisée par la Constitution belge.
La Belgique se définit comme un État neutre. Cette neutralité se concrétise par la reconnaissance de certaines religions, et organisations non confessionnelles. Cette reconnaissance s'accompagne du financement du culte ainsi que de l'organisation dans les écoles de cours issus de ces religions ou option philosophique.

## Avant l'indépendance
Depuis le haut Moyen Âge, la plupart de la population était de confession catholique, étant la seule religion reconnue. Cependant des minorités protestantes et juives ont existé sur le territoire belge jusqu'à leur émancipation à l'indépendance belge. Depuis l'indépendance, le culte catholique coexiste avec d'autres cultes ainsi qu'avec une minorité agnostique et athée ainsi que des sectes.

Le territoire de la Belgique actuelle au VIIe siècle, avec les sièges épiscopaux et les abbayes. Les abbayes sont à l'origine de plusieurs villages et même de quelques villes.

## Pratique actuelle
Il n'existe en Belgique aucun recensement officiel des religions, aucun chiffrage précis et certain ne peut donc être avancé. Certains[Qui ?] se sont toutefois risqués à les chiffrer sur bases d'enquêtes partielles. Les chiffres ci-dessous du Baromètre du religieux 2008 n'ont été collectés que sur 657 personnes par exemple. Cela peut par exemple expliquer que la population musulmane de cette étude donne un étonnant 12 % alors que des études plus récentes (voir article détaillé Islam en Belgique) ne les chiffrent qu'à seulement 7 % en 2016 soit 8 ans plus tard alors que ceux-ci sont jugés en augmentation. Des chiffres à ne pas prendre comme des certitudes donc[non pertinent].
Selon le Baromètre du religieux 2008, 43 % des Belges francophones se disent catholiques, 17 % athées, 12 % musulmans, 10 % agnostiques, 2,7 % protestants, et 0,8 % déclarent se reconnaître dans la laïcité organisée. En Région de Bruxelles-Capitale, les musulmans représentent un tiers de la population. 80 % des sondés répondent qu'ils sont attachés aux traditions religieuses et 68 % qu'ils sont croyants. 42 % affirment qu'ils sont croyants non pratiquants et plus de 25 % qu'ils sont pratiquants. 23 % des Belges francophones déclarent avoir assisté à au moins dix offices religieux au cours des douze derniers mois, 8 % déclarent assister à au moins un office par semaine, 33 % déclarent ne pas avoir pénétré dans un lieu de culte.
Selon un sondage eurobaromètre de 2005, seuls 43 % des Belges croient en un dieu.
Selon l’ouvrage Autres temps, autres mœurs publié en 2012 par les sociologues Liliane Voyé (UCL) et Karel Dobbelare (KUL), les catholiques dits « actifs » (soit ceux qui se rendent au moins une fois par mois à l’église) ne représentent plus que 4 % de la population belge (3 % en Wallonie et à Bruxelles).

Le culte antoiniste est un culte créé en Belgique en 1910 par le Wallon Louis Antoine, comptant trente-deux temples dans le pays. La Belgique est par ailleurs l'un des principaux centres du jaïnisme européen, et le pays de fondation de la communauté bouddhique Ogyen Kunzang Chöling dirigée par Robert Spatz.

## Reconnaissance officielle
À l'origine[Quand ?], la bourgeoisie belge tant libérale que catholique s'unit contre l'autoritarisme de Guillaume d'Orange (Union des oppositions, 1828) et conclut un accord sur les rapports entre l'Église et l'État, dont les grands principes avaient été émis en France par le prêtre Félicité Robert de Lamennais, mais ces principes ne furent appliqués qu'en Belgique. Il s'agit d'une laïcité pluraliste : l'État ne reconnaît aucune religion comme officielle mais les reconnaît toutes selon les principes qui viennent d'être rappelés. Il n'y a d'ailleurs par exemple pas de concordat entre la Belgique et le Vatican et la Constitution de la Belgique dès 1830 ne mentionne nulle part le mot Dieu, même si le pays était à plus de 90 % catholique et si le clergé y était très influent.
En 1830, cette voie mennaisienne, bien que contradictoire[réf. nécessaire] de la doctrine officielle de Rome, n'y fut pas critiquée. Elle permit un type d'entente politique entre laïcs et catholiques que l'on baptisa unionisme. La devise de la Belgique « L'union fait la force » fut adoptée en 1828 par les libéraux et catholiques dans cet esprit de tolérance, de pluralisme et de séparation du civil et du religieux. Dans les grandes lignes, les principes mennaisiens ont continué à inspirer les rapports entre le religieux et le civil, de même que la manière dont les catholiques à travers une série d'organisations (syndicats, partis, écoles, etc.), entendaient étendre leur influence, non pas à l'ombre d'un pouvoir civil favorable (doctrine de Rome), mais en jouant le jeu du libéralisme et de la démocratie comme le voulait Lammennais. Depuis, la situation a fortement évolué avec la déchristianisation et la reconnaissance d'autres religions que le catholicisme qui n'était concurrencé en 1830 que par le judaïsme et le protestantisme.
Aujourd'hui[Quand ?], les cultes peuvent recevoir une reconnaissance officielle. Les critères sont les suivants : regrouper un nombre significatif de fidèles ; disposer d’un organe qui représente le culte concerné dans ses rapports avec les autorités ; être établi dans le pays depuis plusieurs décennies ; avoir une utilité sociale ; ne développer aucune activité contraire à l’ordre social.
En 2015, les organes interlocuteurs de l'État pour les cultes (« organes chefs de culte ») ou philosophie non confessionnelle reconnus sont :
- catholiques : Conférence épiscopale de Belgique
- juifs : Consistoire central israélite de Belgique (depuis le 17 mars 1832)
- protestants (culte reconnu en 1839) : de 1979 à 2003 Synode de l'Église protestante unie de Belgique, depuis 2003 Conseil administratif du Culte protestant et évangélique
- anglicans (culte reconnu en 1870) : Comité central anglican
- musulmans (culte reconnu par la loi du 19 juillet 1974) : Exécutif des musulmans de Belgique (organe reconnu par l'arrêté royal du 3 juillet 1996)
- chrétiens orthodoxes (culte reconnu en 1985) : le Métropolite-Archevêque du patriarcat Œcuménique de Constantinople
- laïques organisés (reconnu en 1993) : Conseil central laïque (reconnue par la loi du 21 juin 2002)

C'est le ministre de la Justice qui examine les demandes de reconnaissance. Le 26 août 2005, l'Église syriaque orthodoxe d'Antioche, a introduit une telle demande de reconnaissance. L'Union bouddhique belge a également pris des contacts avec le cabinet de Laurette Onkelinx et une délégation a été reçue pour la première fois le 10 février 2006. L'UBB a introduit le 20 mars 2006 une demande de reconnaissance officielle du bouddhisme, en vertu de la loi du 4 mars 1870 sur le temporel des cultes, comme philosophie non confessionnelle. Le Gouvernement fédéral a entamé le processus de reconnaissance le 30 mars 2007. Le 17 mars 2023, le Conseil des ministres a adopté un avant-projet de loi en vue de cette reconnaissance. En avril 2024, à la suite de l'audition au Parlement belge de représentants du Centre d'Action Laïque opposés à la reconnaissance du Bouddhisme comme philosophie, le projet de loi a été retiré de l'ordre du jour et reporté sine die. 
Le 8 mars 2014, l'assemblée constituante composée des délégués du conseil général a élu un nouvel organe représentatif du culte musulman de Belgique (ORCMB) composé de dix sept personnes. Smaili Nordin sera président du nouvel exécutif islamique.

## Financement des cultes
L'article 181 de la Constitution belge dispose que l'État octroie un salaire et des retraites aux ministres du culte et aux délégués des organisations non confessionnelles reconnues par la loi. Il existe également des cours de religions et de morale laïque organisés dans l'enseignement public, le salaire des enseignants étant à charge de l'État.
En 2000, le CRISP publie des chiffres concernant le financement public des cultes et de la laïcité :
| Culte/Organisation | millions d'euros | %    |
| ------------------ | ---------------- | ---- |
| Culte catholique   | 458,20           | 79,2 |
| Laïcité organisée  | 75,36            | 13,0 |
| Culte islamique    | 20,33            | 3,5  |
| Culte protestant   | 18,20            | 3,2  |
| Culte israélite    | 3,21             | 0,6  |
| Culte orthodoxe    | 2,36             | 0,4  |
| Culte anglican     | 0,46             | 0,1  |
| Total              | 579,00           | 100  |

Par ailleurs, les pouvoirs locaux subviennent à l'entretien des lieux de cultes catholiques via les Fabriques d'Église.
Contrairement à une idée répandue, le financement des cultes ne dépend pas du nombre de croyants baptisés. La déclaration d'apostasie est donc sans effet immédiat sur le financement des cultes,.

## Catéchisme
Le catéchisme n'est pas enseigné dans les écoles belges. Toutefois, il existe des cours de religion catholique, musulmane, protestante, judaïque, orthodoxe et de morale non confessionnelle, ainsi que – en Fédération Wallonie-Bruxelles – un encadrement pédagogique alternatif (pour les élèves non inscrits dans un des autres cours précités) dans l'enseignement officiel. Dans la plupart des établissements de l'enseignement libre catholique, seul le cours de religion catholique est dispensé.